# Louis-Philippe Turcotte
Pour les articles homonymes, voir Turcotte.
Louis-Philippe Turcotte (1842-1878) est un historien canadien.

## Biographie
Louis-Philippe Turcotte est né le 11  juillet 1842 à Saint Jean, Île d’Orléans. Son père était agriculteur et, comme il arrive souvent aux insulaires, marin à ses heures. Cadet d’une famille de sept enfants, il fit ses études primaires à l’école paroissiale de Saint-Jean. En 1855, il entre au Petit séminaire de Québec.  Après trois ans d’études, voyant que le commerce profite à ses deux frères, il décide d’abandonner le collège. 
Le 31 décembre 1859, voulant se rendre chez ses parents pour fêter le Nouvel An, la glace du fleuve céda sous ses pas. Cet accident le rendit infirme pour la vie. Sans cet incident, on peut penser que Louis-Philippe Turcotte ne serait jamais devenu historien. Pendant ces années de loisirs forcés, il commença à compiler des renseignements concernant l’histoire de sa famille et de diverses paroisses de l’Île d’Orléans. 
En 1867, il fait paraître l'Histoire de l'île d'Orléans, une monographie de toutes les paroisses de l'île sous le régime français. Ce livre est l'un des premiers livres d'une longue série à avoir été écrits sur l'histoire de l'île.
Son ouvrage majeur, intitulé Le Canada sous l'Union fut ensuite publié en 1871 et 1872. 
À partir de 1872, il travaille comme assistant de Léon-Pamphile Le May à la bibliothèque de l'Assemblée législative de Québec. Auteur d'une biographie du lieutenant-gouverneur René-Édouard Caron et du premier ministre George-Étienne Cartier, il fut accepté comme membre de l'Institut canadien de Québec en 1873, où il occupa les postes de bibliothécaire et de vice-président.
Avant d'être élu président de l'Institut, il avait écrit un livre sur l'invasion américaine du Canada de 1775. Le 3 avril 1878, il meurt à Québec et est inhumé dans son village natal. 

## La Canada sous l'Union
Louis Philippe Turcotte est le premier historien canadien à écrire une histoire de l’Union (1840 - 1867),.
Antoine Gérin-Lajoie avait lui aussi commencé à écrire une histoire de l’avènement du gouvernement responsable (1840-1850) mais, à la demande de Turcotte, il retarda indéfiniment la publication de son propre ouvrage qui ne paraîtra qu’à titre posthume en 1888 et 1889.
Le Canada sous l’Union est une histoire politique. La structure même du livre en porte la trace puisqu’il est divisé en quatre parties qui correspondent à la période administrative d’un gouverneur anglais. Mais, au-delà de la stricte chronologie, le récit laisse place à la description de diverses réalités de la société du temps et de ses institutions. Même qu’il introduit divers faits anecdotiques qui viennent ajouter un surcroît qui renseigne le lecteur sur l'esprit et les préoccupations de l'époque.
Étant donné que Turcotte traite d’une période où il a vécu lui-même, puisqu’il amorça son projet l’année même de l’entrée en vigueur de la Confédération, il lui est difficile de prendre distance par rapport au contexte idéologique du temps puisqu’il ne bénéficie pas non plus d’une tradition interprétative préalable qui lui aurait permis de prendre un peu plus de recul. La «mise en intrigue» qui permet à Turcotte de donner une cohérence d’ensemble à l’avènement du gouvernement responsable, puis de la Confédération, va faire appel à l’idéologie des élites conservatrices qui s’impose progressivement au cours de la période de l’Union. Cette idéologie que l’historien Maurice Séguin appelait « l’illusion progressiste » présente l’avènement de la Confédération comme la consécration de l'égalité politique entre les Canadiens et les British-Americans, devenus après 1867, les Canadiens français et les Canadiens anglais. 
Pour introduire cette cohérence d’ensemble, Turcotte utilise quelques principes explicatifs redondants qui viennent donner corps au récit en mettant en place une structure d’opposition symétrique. D’un côté, on retrouve les zélateurs du gouvernement responsable qui n’ont d’autre ambition que de respecter la volonté populaire et rendre justice aux deux populations; de l’autre, ceux qui ne cherchent que le pouvoir pour le pouvoir et, pour ce faire, n’hésiteront pas à entretenir les préjugés de race pour attiser les divisions. 
Pour Turcotte, il ne fait pas de doute que l’union du peuple canadiens-français derrière ses élites politiques a permis de déjouer les menaces d’assimilation que faisaient planer contre eux l’Acte d’Union de 1840 et les détracteurs du gouvernement responsable, tout en contraignant «leurs adversaires à leur rendre justice et à les regarder comme des frères». Le jugement que Guy Frégault dédiait à Lionel Groulx s’applique ici : «Ce qui, pour peu qu’on y réfléchisse, ne laisse pas d’étonner dans ce scénario, c’est le rôle prépondérant que l’écrivain donne aux vaincus, ce sont les victoires répétées des faibles sur les forts, des pauvres sur les riches, des plus vulnérables sur les plus armés, de ceux qui sont seuls sur ceux qui sont légion.»

## Publications
- Histoire de l'Île d'Orléans, 1867 (en ligne)
- Le Canada sous l'Union : 1841-1867 ; (2 vol.) 1871; 1872 (en ligne: vol. 1. vol. 2)
- L'Honorable R.E. Caron, lieutenant-gouverneur de la province de Québec, 1873 (en ligne)
- L'Honorable Sir G.-É. Cartier, ministre de la milice, 1873 (en ligne)
- L'invasion du Canada et le siège de Québec en 1775-76, 1876 (en ligne)
- Les archives du Canada, 1877

Le fonds d’archives Louis-Philippe Turcotte est conservé au centre d’archives de Québec de la Bibliothèque et Archives nationales du Québec.